# Spigelia hirtula
Spigelia hirtula är en tvåhjärtbladig växtart som beskrevs av Francisco Javier Fernández Casas. Spigelia hirtula ingår i släktet Spigelia och familjen Loganiaceae. Inga underarter finns listade i Catalogue of Life.